# مارتن بورتر
مارتن بورتر (بالهولندية: Martin Porter)‏ هو موسيقي ومغني ومغن مؤلف هولندي، ولد في 13 أكتوبر 1983 في Maasbree ‏ في هولندا.

## وصلات خارجية
- الموقع الرسمي
- مارتن بورتر على موقع IMDb (الإنجليزية)